# Fontana di Saint-Michel

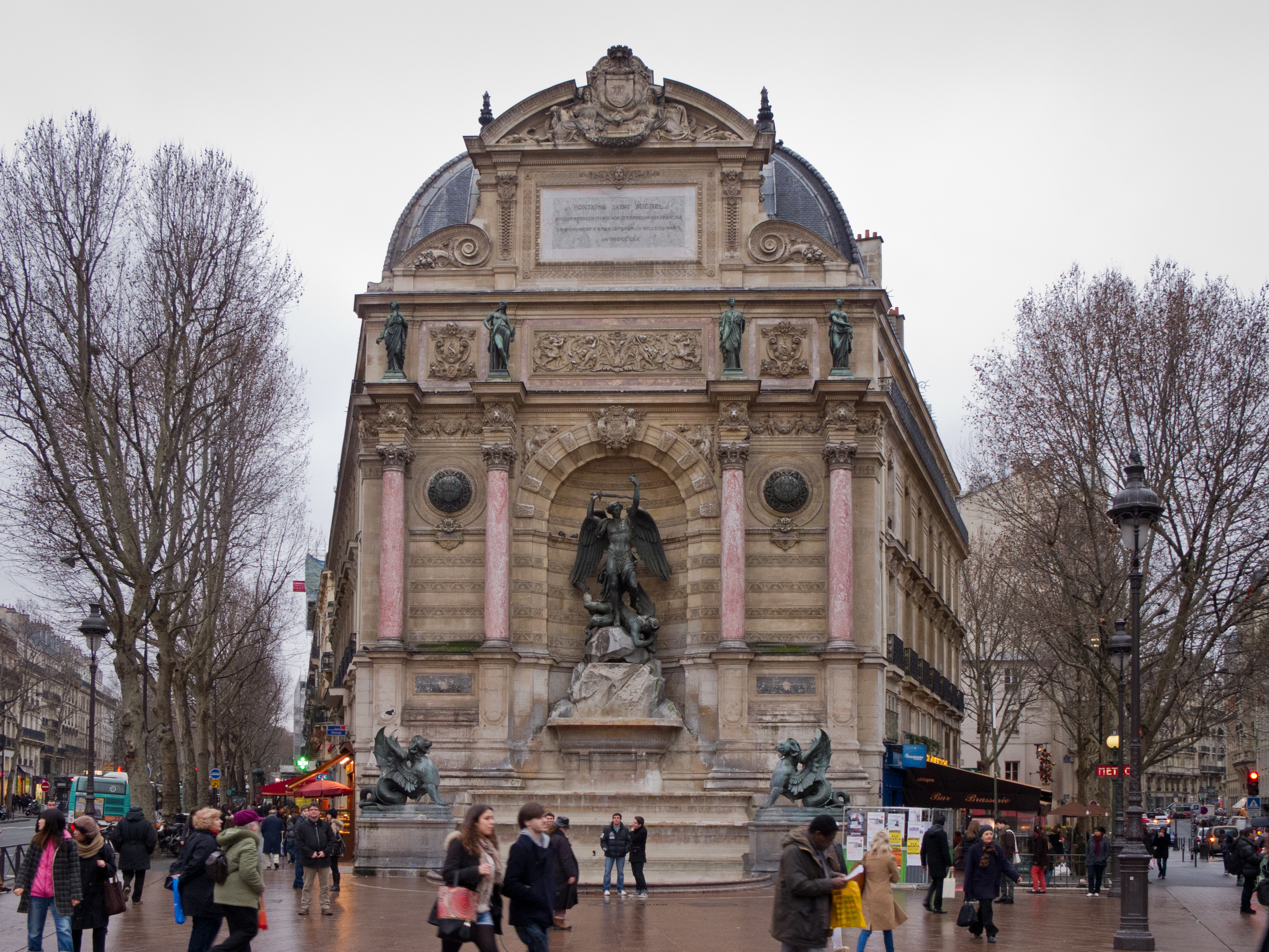
La fontana Saint-Michel

La fontana di Saint-Michel (in italiano fontana di San Michele o fontana San Michele) si trova all'incrocio tra boulevard Saint-Michel e piazza Saint-André-des-Arts, nel VI arrondissement di Parigi.
Occupa tutta la parete di un edificio affacciato sul pont Saint-Michel e fu inaugurata nel 1860, come parte del "risanamento" cittadino del barone Haussmann, che qui si trovò di fronte al problema di sistemare la prospettiva dal ponte, al posto di una parete esteticamente poco gradevole.
La fontana è alta 26 metri e larga 15.

## Altre immagini

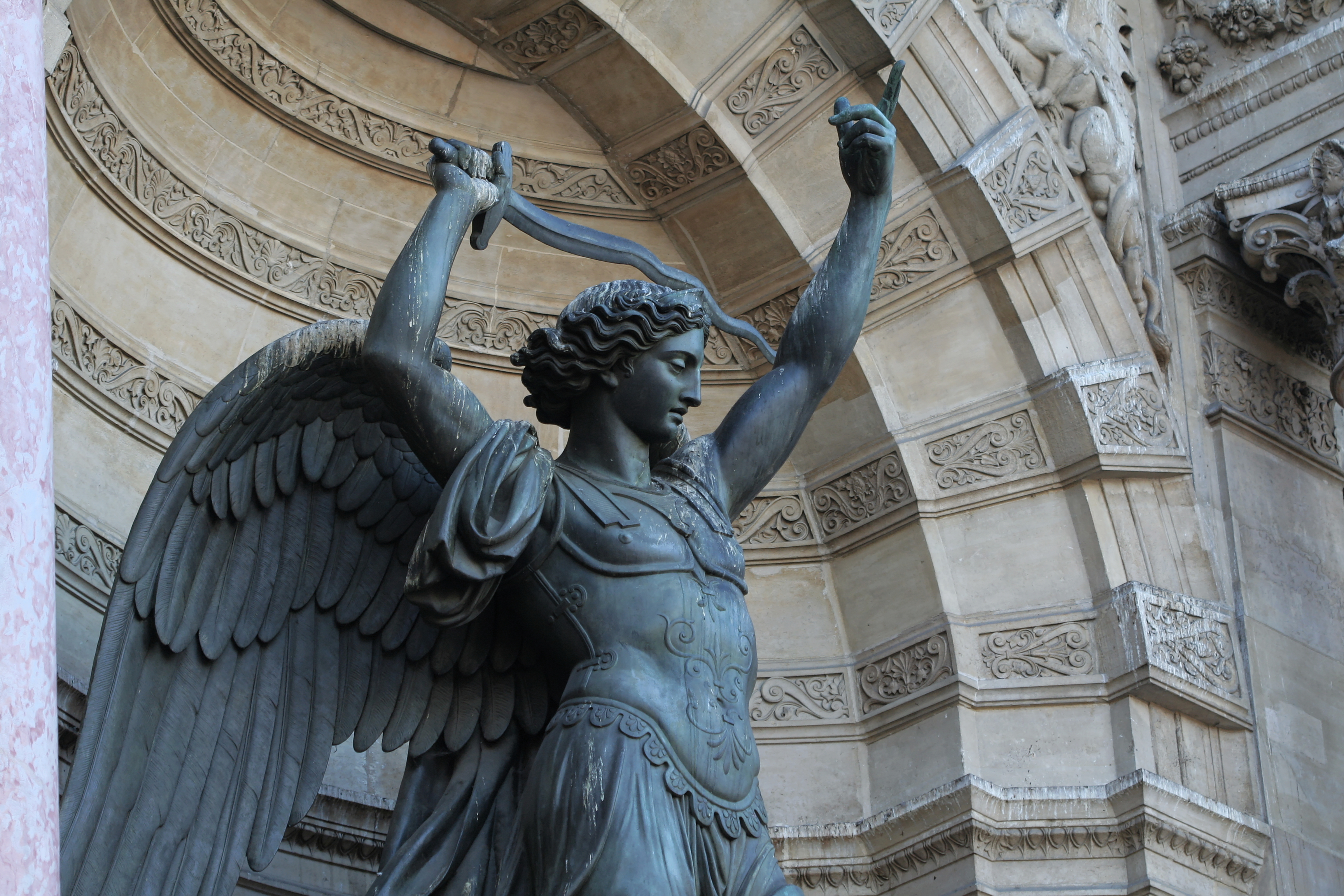
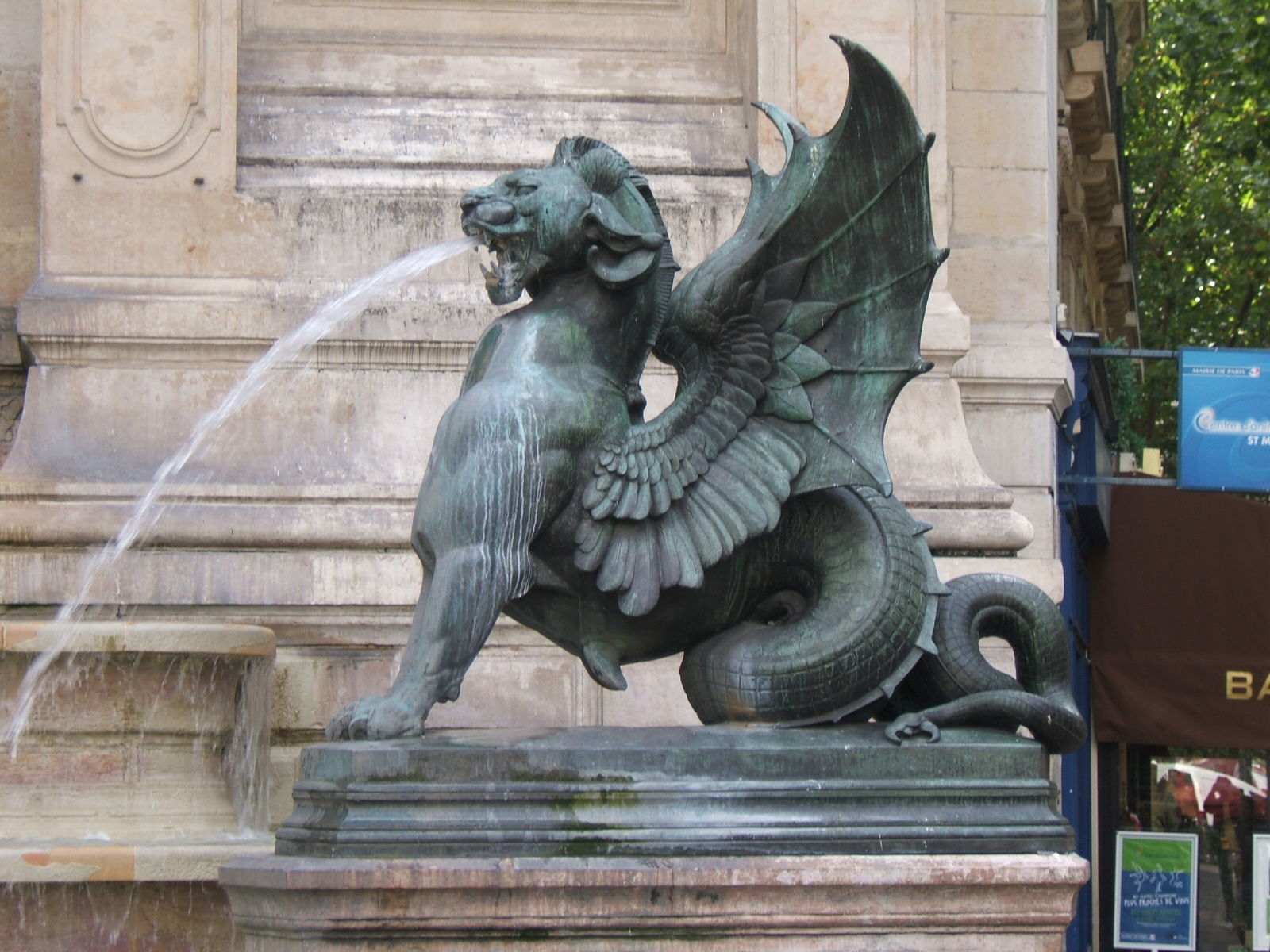
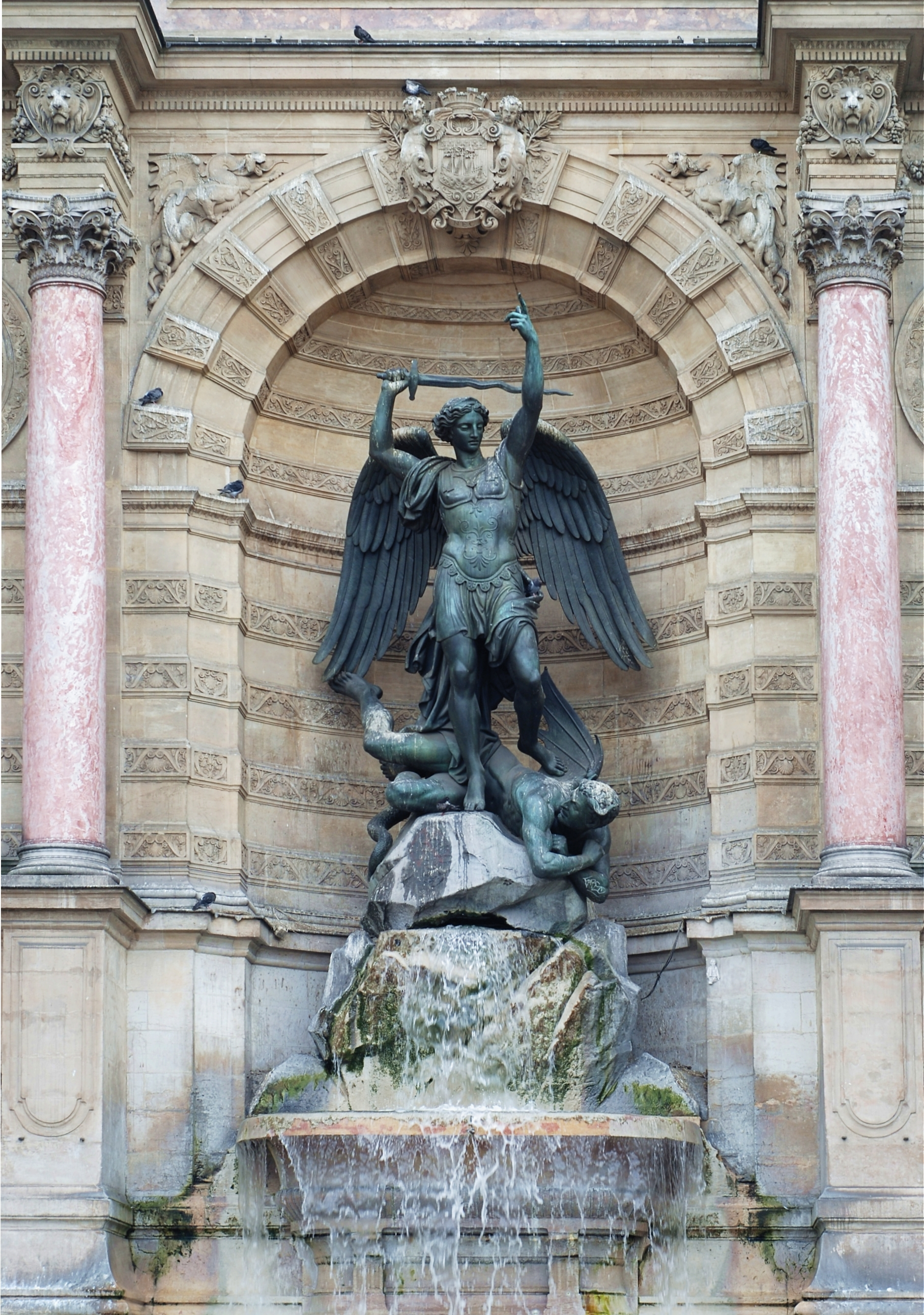
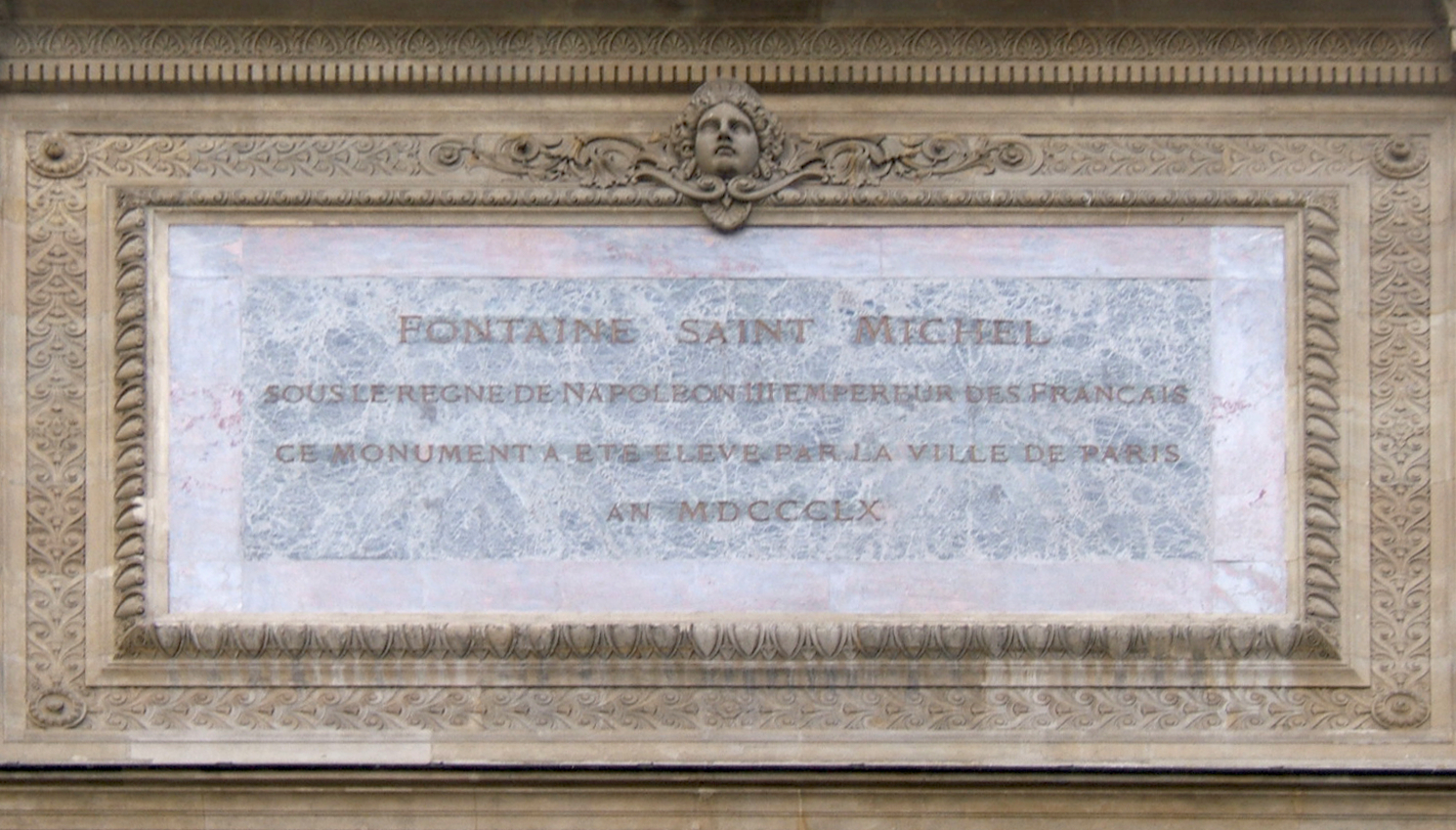
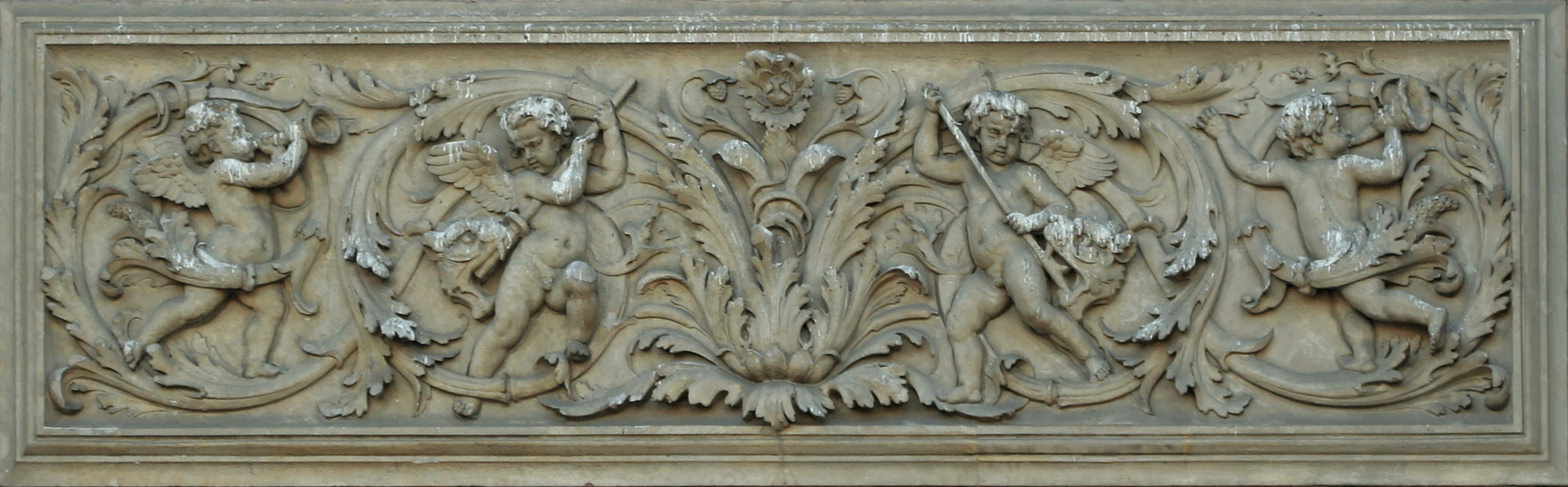